# Сарата-Драгушени (Ботошани)
Сарата-Драгушени (рум. Sarata-Drăgușeni) насеље је у Румунији у округу Ботошани у општини Драгушени. Oпштина се налази на надморској висини од 125 m.

## Становништво
Према подацима из 2002. године у насељу је живело 179 становника, од којих су сви румунске националности.